# Mooney M10T
Les Mooney M10T et Mooney M10J sont des projets d'avions à piston en matériau composite à ailes basses et train tricycle du constructeur américain Mooney qui n'ont jamais vu le jour. L'arrêt du programme a été annoncé en avril 2017.

## M10T et M10J
Une nouvelle famille de M10 a été annoncée le 11 novembre 2014 pour une commercialisation en 2017. Elle aurait dû être fabriquée au Texas mais aussi en Chine - son marché de prédilection.
Les nouveaux Mooney M10 étaient des biplaces à motorisation diesel ou jet, hélice tripale, disposant d'un mini manche latéral ainsi que d'une avionique Garmin G1000. Leur structure aurait été en composite à base de carbone. Deux portes auraient été offertes pour l'accès à bord, l'intérieur avait été prévu spécialement luxueux avec une largeur cabine de 122 cm. Un troisième siège était possible en option.

### M10T
Le M10T était un biplace à train fixe équipé d'un moteur Continental de 135 CV (100 kW) destiné à la formation. Il aurait pu croiser à 140 nœuds. Il avait été annoncé avec une autonomie de 500 milles nautiques.

### M10J
Le M10J était un biplace à train rentrant équipé d'un moteur Continental de 155 CV (115 kW) destiné aux voyages. Il aurait pu croiser à 160 nœuds. Il avait été annoncé avec une autonomie de 900 milles nautiques. Son moteur était un 4 cylindres de 2 litres certifié pour 1.200 heures d'utilisation, il délivrait sa meilleure puissance à 6,000 pieds et consommait 22 litres par heure.